# Нашонал Сити (Калифорнија)
Нашонал Сити (енгл. National City) град је у америчкој савезној држави Калифорнија. По попису становништва из 2010. у њему је живело 58.582 становника.

## Демографија
Према попису становништва из 2010. у граду је живело 58.582 становника, што је 4.322 (8,0%) становника више него 2000. године.
| Група             | 2000.          | 2010.          |
| Белци             | 7.653 (14,1%)  | 6.872 (11,7%)  |
| Афроамериканци    | 3.026 (5,6%)   | 3.054 (5,2%)   |
| Азијати           | 10.077 (18,6%) | 10.699 (18,3%) |
| Хиспаноамериканци | 32.053 (59,1%) | 36.911 (63,0%) |
| Укупно            | 54.260         | 58.582         |